# Estación de Camporrobles
Camporrobles es una estación de ferrocarril clausurada situada en el municipio español de Camporrobles en la provincia de Valencia, comunidad autónoma de la Comunidad Valenciana. Disponía de servicios de media distancia operados por Renfe hasta el 8 de enero de 2021. El 1 de diciembre de 2021 se anunció la intención del Gobierno de no reabrir la línea.

## Situación ferroviaria
La estación se encuentra en el punto kilométrico 243,6 de la línea férrea 310 de la red ferroviaria española que une Aranjuez con Valencia, entre las estaciones de Mira y de Las Cuevas. El tramo es de vía única y está sin electrificar.
La llegada a la estación por ferrocarril desde Villora era especialmente sinuosa ya que se necesitaba superar hasta ocho túneles y cuatro viaductos. De estos últimos el más destacable es el de Torres-Quevedo, formado por 23 arcos y que alcanza los 680 metros de longitud.

## Historia
La estación fue inaugurada oficialmente el 25 de noviembre de 1947 bajo el mando de RENFE creada en 1941 con la nacionalización del ferrocarril en España; si bien prestaba servicio desde julio de 1942 cuando se abrió el tramo entre Utiel y la estación de Enguídanos, adyacente al viaducto de Narboneta, finalizado en 1947. Sin embargo, poco tenía que ver la nueva compañía estatal en una línea que se había gestado mucho antes y que la difícil orografía y la Guerra Civil se encargaron de retrasar. La infraestructura se enmarcó dentro de la línea Cuenca-Utiel que buscaba unir el trazado Madrid-Aranjuez-Cuenca con el Utiel-Valencia para crear lo que su época se conoció como el ferrocarril directo de Madrid a Valencia. Inicialmente adjudicada a la Constructora Bernal, las obras fueron finalmente iniciadas en 1926 por la empresa Cesaraugusta S.A. quien compró los derechos a la anterior. La Guerra Civil marcó la rescisión del contrato en 1936 y la apertura parcial de algunos tramos más con fines militares que civiles. Concluido el conflicto una nueva constructora llamada ABC remataría la obra incluyendo algunos viaductos especialmente complejos hasta la inauguración total por parte del general Franco en 1947.
Entre 1993 y 1997 fue la terminal Este de la línea C-3 de Cercanías de Valencia. Desde el 31 de diciembre de 2004 Renfe Operadora explota la línea mientras que Adif es la titular de las instalaciones ferroviarias.
Desde el 4 de marzo de 2023 se encuentra clausurada y dada de baja como dependencia de la línea.

## La estación
Está situada al sur del núcleo urbano. Como todas las estaciones originales de este tramo de la línea, fue diseñada por Secundino Zuazo dando lugar a edificios de dos plantas al que se anexan un torreón de una planta más. La base del torreón la forma una ventana mirador habitual en la arquitectura ferroviaria española. Los vanos alternan arcos adintelados con arcos de medio punto en una obra sin grandes alardes ornamentales que combina el ladrillo visto con la mampostería y la teja cerámica. Cuenta con dos andenes, uno lateral y otro central al que acceden tres vías.